# David Yuengling

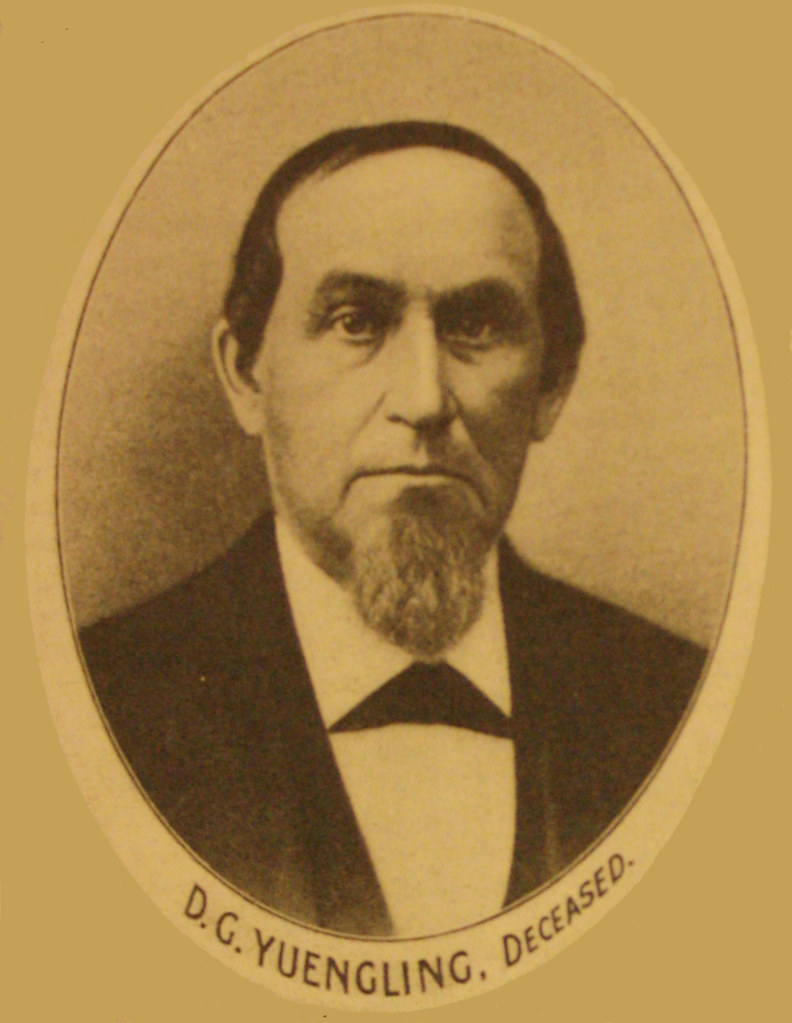
David G. Yuengling

David Gottlieb Yuengling (auch: David Gottlieb Jüngling; * 2. März 1808 in Aldingen am Neckar als David Gottlob Jüngling; † 27. September 1877 in Pottsville) war ein deutsch-amerikanischer Bierbrauer und Unternehmer sowie der Gründer von D. G. Yuengling & Son, der ältesten noch heute bestehenden Brauerei der USA.

## Leben

### Frühe Jahre
Yuengling wurde am 2. März 1808 in Aldingen, einem heutigen Stadtteil von Remseck am Neckar, nahe Stuttgart im damaligen Königreich Württemberg als Sohn von Johann Friedrich Jüngling (1774–1855) und Anna-Maria Wildermuth († 1847) geboren. Er hatte drei Brüder und vier Schwestern. Sein Vater betrieb seit 1816 eine kleine Brauerei in Räumen von Schloss Aldingen. Yuengling lernte dort das Handwerk des Bierbrauens. Bereits mit 20 Jahren zeichnete er Pläne für eine eigene Brauerei. Da sein älterer Bruder Jakob Jüngling die väterliche Brauerei erben sollte, sah Yuengling für sich keine Perspektiven in der Heimat. Er wanderte daher 1829 über Rotterdam in die Vereinigten Staaten aus. Dort kam er in Baltimore an und zog erst nach Lancaster und dann nach Reading in Pennsylvania. In den USA anglisierte er seinen Nachnamen von Jüngling zu Yuengling.

### Gründung und Leitung von D. G. Yuengling & Son
Yuengling kam schließlich nach Pottsville in Pennsylvania. Dort gründete er noch im Jahr 1829 eine Brauerei, die er Eagle Brewery nannte und die ursprünglich nur für den lokalen Markt in Pottsville lieferte. 1832 brannte die Brauerei vollständig ab, Yuengling baute sie an einer günstigeren Stelle aber schnell wieder auf. Danach expandierte das Unternehmen schrittweise. Als 1873 Yuenglings Sohn Frederick in die Brauerei einstieg, wurde der Name auf D. G. Yuengling and Son umgeändert, der Weißkopfseeadler blieb jedoch als Logo erhalten. Yuengling galt als aktives und angesehes Gemeindemitglied in Pottsville. So war er unter anderem Präsident der örtlichen Energieversorgungsgesellschaft und später der Wasserversorgungsgesellschaft. Er unterstützte die lutherische Kirche in Pottsville. Er war Mitglied in zwei Geheimgesellschaften, den Freimaurern und dem Deutschen Orden der Harugari.
Yuengling arbeitete bis zuletzt in seiner Brauerei und starb am 27. September 1877 in Folge eines Treppensturzes nach einem anstrengenden Arbeitstag.

### Familie
Seit 1841 war Yuengling mit der in Stuttgart geborenen Elizabeth Betz (1823–1894) verheiratet, die als Kind mit ihren Eltern nach Amerika immigriert war. Elizabeths Bruder John Frederick Betz betrieb ebenfalls eine Brauerei. Yuengling und seine Frau hatten drei Söhne. Die beiden ältesten schickte Yuengling nach Deutschland und Österreich, um das Handwerk des Bierbrauens zu lernen. Der älteste Sohn David G. Yuengling Jr. lernte zudem bei seinem Onkel John Betz und gründete nach dem amerikanischen Bürgerkrieg mit Kapital seines Vaters, seines Onkels und eines weiteren Bierbrauers die James River Steam Brewery, die bis 1878 in seinem Besitz blieb. Später gründete er eine weitere Brauerei in New York. Der mittlere Sohn Frederick Yuengling (1848–1899) studierte noch vor seiner Ausbildung als Brauer am Pennsylvania State College und an der Eastman Business School in Poughkeepsie. Er übernahm später die väterliche Brauerei, die bis heute im Besitz seiner Nachfahren ist. Über den jüngsten Sohn William Yuengling ist nur bekannt, dass er 1898 im Alter von 36 Jahren starb.